# Phiêng Khoài
Phiêng Khoài là một xã thuộc huyện Yên Châu, tỉnh Sơn La, Việt Nam.
Xã có diện tích 91,09 km², dân số năm 1999 là 7577 người, mật độ dân số đạt 83 người/km².
Tại đây có Khu di tích lịch sử cách mạng Việt Nam - Lào ở bản Lao Khô đã được công nhận là Di tích lịch sử cách mạng cấp Quốc gia. Năm 2009, để ghi nhận những đóng góp của đồng bào Mông ở bản Lao Khô, đặc biệt là gia đình cụ Tráng Lao Khô trong việc có công giúp đỡ, nuôi giấu Chủ tịch Kaysone Phomvihane, Chính phủ CHDCND Lào đã tặng Huân chương Tự do cho gia đình cụ Tráng Lao Khô và Huân chương Hạng Ba cho nhân dân bản Lao Khô.